# Архитектурная лига Нью-Йорка
Архитектурная лига Нью-Йорка (англ. Architectural League of New York) — американская некоммерческая организация, объединяющая людей, работающих в области архитектуры, урбанистики и смежных с ними дисциплин, Нью-Йорк, США.
Лига была образована в 1881 году, когда архитектор Гильберт Кэсс начал организовывать встречи молодых архитекторов в нью-йоркском клубе Salmagundi Club. В первые годы члены лиги просто обменивались мнениями, спорили об архитектуре. В 1886 году архитектор и художественный критик Russell Sturgis стал проводить в рамках лиги выставки, лекции, ужины, экскурсии, а также члены лиги стали участвовать в жюри ежегодных выставок. За свою многолетнюю историю пост президента лиги занимали многие выдающиеся архитекторы США, среди которых Роберт Стерн, Шелдон Фокс и другие.